# Augusto Vivero
Augusto Vivero Rodríguez de Tudela (Santa Clara, 29 de enero de 1879-Madrid, 20 de julio de 1939) fue un escritor, periodista y librepensador español.

## Biografía
Hijo del teniente coronel Benigno Vivero y de Juana Rodríguez de Tudela, cuyas familias eran oriundas de Lugo y La Coruña respectivamente, nació Augusto en la ciudad cubana de Santa Clara el 29 de enero de 1879.
Tuvo cuatro hermanos: Gustavo (acreditado estudioso, también licenciado en Filosofía y Letras y más tarde perteneciente al Cuerpo Facultativo de Archiveros, Bibliotecarios y Arqueólogos, colaborador en su etapa juvenil de El Radical de Valencia, periódico fundado en 1903 por Rodrigo Soriano tras su ruptura con Vicente Blasco Ibáñez); Rodrigo (también periodista, más tarde retornaría a Cuba); Celso (funcionario de Hacienda) y María del Amor.
Tras la derrota de España en la guerra de Independencia cubana y tras la muerte de su padre por problemas cardíacos, el resto de la familia abandonó la isla para volver a España.
Tras llegar a La Coruña, el delicado estado de salud de su madre obligó a la familia a instalarse en Murcia. Augusto estudió el bachillerato entre Santiago de Cuba y Murcia, y luego estudió Filosofía y Letras en la Universidad Central de Madrid.
En Murcia, Augusto se inició en el periodismo llegando a dirigir El Heraldo de Murcia, más tarde se trasladó a Almería. Pocos años después dio el salto a la prensa nacional al ocupar el puesto de redactor del Diario Universal y como colaborador de El Liberal.
Desde 1905 hasta 1911 fue redactor jefe de Nueva España y en ese mismo año fundó y fue director de España Libre, periódico que José Canalejas se obstinó en perseguir hasta lograr su desaparición en 1912. Durante esos años se consolida como profesional del periodismo.
En 1913 pasó a desempeñar el cargo de redactor de El Imparcial, del que al poco tiempo se convirtió en redactor jefe, y, como apasionado africanista y defensor de los derechos de España en la cuestión de Tánger frente a Francia e Inglaterra, y sobre todo gran detractor de la colonización alemana, fue fundador y director de África Española, para la que cubrió una vibrante corresponsalía de guerra en 1921.
Más tarde ostentó cargos de dirección en los periódicos El Mundo (1917) e Informaciones (1929). Por entonces se hizo comunista y dirigió la revista atea y anticlerical Sin Dios, inspirada en la revista Bezbozhnik de la Unión Soviética, y fue editorialista del semanario anticlerical Fray Lazo (1930-1932), junto con una prestigiosa nómina de colaboradores; además escribió y editó veinticuatro folletos de un anticlericalismo y ateísmo francamente violento contra la Iglesia católica, la llamada Biblioteca de los Sin Dios, de los cuales cuatro fueron denunciados. Durante esta época presidió la tertulia conocida como Los salesianos, por celebrarse ésta en el café de las Salesas de Madrid, de la cual también era habitual el abogado y político republicano Eduardo Ortega y Gasset.
Una vez iniciada la Guerra Civil, y tras la incautación del diario ABC (edición madrileña) por la República el 20 de julio de 1936, pasa a dirigir el rebautizado ABC republicano.
El cambio de estilo radical, añadido al hecho de sustituir a toda la plantilla (a excepción de tres de los miembros originales) y la caída en las ventas del diario, provocaron enfrentamientos con políticos y trabajadores, desembocando en su cese al frente del diario el 13 de agosto de 1936, siendo sustituido por Elfidio Alonso.
Durante la guerra participó activamente en el Asalto al Cuartel de la Montaña y más tarde fue comandante y comisario político del ejército republicano.
También es destacable su faceta como traductor. Entre otras obras, tradujo del francés las Reflexiones sobre la violencia (1915) de Georges Sorel.
Fue ejecutado por el bando franquista en 1939. Estaba casado con Dolores Precioso Córdoba, de la que tuvo cinco hijos: Augusto, Román, Rodrigo, Óscar y Alicia.

## Obras

### Reportajes y ensayos
- Cómo cae un trono (la revolución en Portugal) con Antonio de la Villa. Madrid: Renacimiento, 1910.
- El derrumbamiento. La verdad sobre el desastre del Rif. Madrid: Caro Raggio, s. a., 1922.
- España y Francia en Marruecos; la cuestión de Tánger. [¿Madrid?]: Publicaciones de África Española, [1919].
- Los Alemanes en África. Madrid: [Tipografía artística] 1919.

### Teatro
- Las espinas del bien
- Amores reales

### Narrativa
- El extravío sexual de los Bonaparte, Madrid: Talleres Tipográficos de "El Imparcial", 1921.
- El monstruo de Villaverde, Madrid: Nuestra Novela, 1925.
- ¡Central!-- ¡central!--, Madrid: Nuestra Novela, 1925.
- El enchufista, Madrid: Libertad, s. a. (Colección La novela proletaria).
- La guerra que viene, Madrid Libertad [1931?] (Colección La novela proletaria).
- Sindicalista de acción, Madrid: Libertad, 1932.
- A tiro limpio, Madrid: Libertad, s. a.

### Propaganda anticlerical
- Biblioteca de los Sin Dios, Madrid: Ediciones Libertad, 24 folletos de 32 páginas.

### Antologías
- Antología de las Cortes de 1891 á 1895, Madrid: Tipografías de Prudencio P. de Velasco, 1913.
- Poetas marcianos (antología). S. L. Tipografía Patria, 1913.